# Boutique Lotto Zero
La boutique Lotto Zero est un bâtiment commercial de Naples de style Art nouveau situé via Filangieri. 

## Histoire et description
Le bâtiment a été construit entre 1910 et 1912 sur un projet de Giulio Ulisse Arata et Gioacchino Luigi Mellucci. L'édifice, sur trois niveaux, se dresse sur un terrain triangulaire de taille modeste, bordé d'un côté par le bâtiment commercial de l'Arata et par le Palazzo Cellammare de l'autre. La façade de taille modeste présente une tendance asymétrique au rez-de-chaussée: elle se caractérise par la porte d'entrée, qui n'est plus perceptible dans ses formes d'origine en raison de transformations notables, et par la vitrine qui occupe une grande partie de la longueur de la façade. 
L'aspect caractéristique du petit bâtiment est la composition décorative de la façade, créée avec l'intention de concentrer une pluralité d'effets expressifs dans la taille modeste de la façade . On peut y identifier, dans une fusion, des langages de composition médiévaux, tels que la fenêtre quadrifore avec des colonnes, des applications en fer forgé de style Art nouveau ; quelques décorations de fresques peuvent être vues au-dessus de l'arche au deuxième étage. 